# آلن همپسون
آلن همپسون (انگلیسی: Alan Hampson; ۳۱ دسامبر ۱۹۲۷ – اوت ۱۹۸۹ (aged 61)) بازیکن فوتبال اهل بریتانیا بود.
از باشگاه‌هایی که در آن بازی کرده‌است می‌توان به باشگاه فوتبال پرسکوت کابلس، باشگاه فوتبال اورتون، و باشگاه فوتبال برادفورد سیتی اشاره کرد.